# Sint-Eligiuskerk (Westouter)

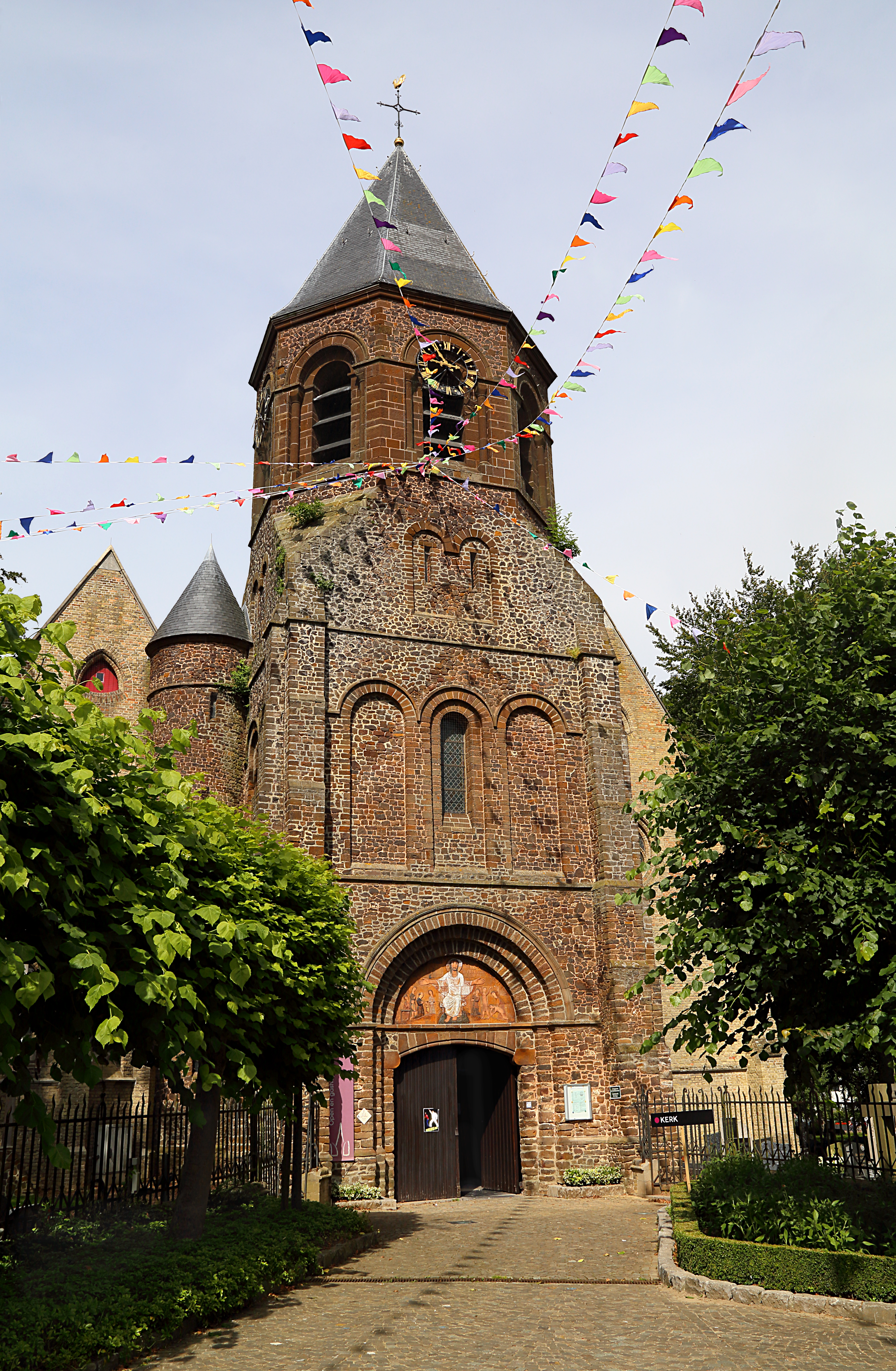
Sint-Eligiuskerk

De Sint-Eligiuskerk is de parochiekerk van de tot de West-Vlaamse gemeente Heuvelland behorende plaats Westouter, gelegen aan de Sulferbergstraat 1A.

## Geschiedenis
In 1069 werd de parochie opgericht. Oorspronkelijk was er een romaanse kruiskerk. Uiteindelijk was er een driebeukige hallenkerk met een vieringtoren welke een achtkante bovenbouw bezat. In 1794 werd de kerk verwoest door brand. Van 1805-1807 werd de kerk hersteld. Het oostelijke koor werd afgebroken waardoor de vieringtoren, met name de onderbouw ervan, een portaal ging vormen. Aan de westzijde werd het schip verlengd en een nieuw koor gebouwd.
Tijdens de Eerste Wereldoorlog werd de kerk grotendeels vernield, maar de toren bleef min of meer gespaard. Onder architectuur van Jules Coomans werd de kerk in de jaren '20 van de 20e eeuw herbouwd.

## Gebouw
Het betreft een westelijk georiënteerde driebeukige hallenkerk in gele baksteen, terwijl de voorgebouwde toren en het traptorentje in ijzerzandsteen zijn uitgevoerd. Aan het portaal is in 1958 een tegeltableau aangebracht, uit dankbaarheid voor de behouden terugkeer van een aantal dorpsgenoten na 1944.
Het orgel is van omstreeks 1925 en werd vervaardigd door Jules Anneessens.
Bij de kerk ligt het Westouter Churchyard and Extension, een Brits oorlogskerkhof.